# Kerstin Specht
Kerstin Specht (* 5. Juni 1956 in Kronach, Oberfranken) ist eine deutsche Bühnenautorin.

## Leben und Wirken
Kerstin Specht wuchs im oberfränkischen Dorf Stockheim auf. Nach Abschluss des Studiums der Germanistik und evangelischen Theologie in München arbeitete sie als Regieassistentin beim Bayerischen Rundfunk und nahm Schauspielunterricht. 1985 begann sie ein weiteres Studium an der Hochschule für Fernsehen und Film München.
Seit 1988 schreibt sie Theaterstücke. Bereits mit der „Veröffentlichung ihrer ersten Stücke macht sie sich in der Theaterwelt einen Namen“. Besonders Lila und Das glühend Männla gelten als typische Vertreter des neuen kritischen Volksstückes „in der Tradition von Horváth, Fleißer, Fassbinder, Kroetz und Sperr“.
Kerstin Specht erhielt für ihre Stücke zahlreiche Preise und Auszeichnungen. Sie wurde 2002 in die Bayerische Akademie der Schönen Künste aufgenommen und ist Mitglied im PEN-Zentrum Deutschland.

## Werke (Auswahl)

### Theaterstücke
- Das glühend Männla (1990)[2]
- Lila (1990)[2]
- Amiwiesen (1990)[2]
- Mond auf dem Rücken (1994)[2]
- Carceri (1996)
- Die Froschkönigin (1998)
- Das kalte Herz (2000)
- Schneeköniginnen (2001)
- Marieluise (2001)
- Die Rückseite der Rechnungen (2001)
- Das goldene Kind (2002)
- Solitude (2003)
- Die Zeit der Schildkröten (2005)
- Der Zoo (2009)

### Hörspiele
- 2000: Der Flieger – Regie: FM Einheit/Kerstin Specht (Hörspiel – BR)

## Filmografie
- 1986: Die stille Frau (Kurzfilm)
- 1987: Ein Fall für zwei: … zum Tode verurteilt[5]
- 1988: Afrika (Kurzfilm)

## Auszeichnungen (Auswahl)
- 1989: Hungertuch-Preis des Hessischen Literaturbüros, Frankfurt am Main[6]
- 1996: Kulturpreis der oberfränkischen Wirtschaft
- 1990: Bayerischer Kunstförderpreis[7]
- 1990: Literaturpreis des Kulturkreises des BDI[8]
- 1993: Landespreis für Volkstheaterstücke
- 1993: Else-Lasker-Schüler-Dramatikerpreis[9]
- 1996: Kulturpreis der oberfränkischen Wirtschaft
- 2002: Landespreis für Volkstheaterstücke
- 2005: Marieluise-Fleißer-Preis[10]
- 2011: Ernst-Hoferichter-Preis[11]
- 2013: Pro meritis scientiae et litterarum[12]
- 2014: Villa-Concordia-Stipendium in Bamberg[13]